# Cá cóc Hồng Kông
Cá cóc Hồng Kông là một loài cá cóc được tìm thấy ở Hồng Kông. Từng được được cho là loài đặc hữu của lãnh thổ này, loài này cũng đã được tìm thấy trong các phần ven biển của tỉnh Quảng Đông.
Loài cá cóc này được một số nhà tự nhiên xem như là một phân loài của Paramesotriton chinensis. Tuy nhiên, một số người khác không đồng ý với sự phân loại như vậy dựa vào sự phân bố rời rạc của hai loài, bề ngoài khác nhau và sở thích môi trường sống khác nhau.